# 伊藤冨雄
伊藤 冨雄（いとう とみお、1920年6月27日 - 2003年11月25日）は、日本の土木工学者。工学博士（京都大学）。大阪大学名誉教授。大阪工業大学名誉教授・第8代学長。土木学会名誉会員。地盤工学会関西支部元支部長。日本地下水理化学研究所元理事長。日本学術会議元会員。勲二等旭日重光章受章。
専門は、地盤工学・土質工学、建設工学（特にトンネル工学）。

## 経歴
1920年神奈川県横浜市生まれ。1943年9月京都帝国大学工学部土木工学科卒業。1958年工学博士（京都大学）。1969年土質工学会功労章受章。
1947年大阪大学工学部講師となり、助教授を経て、1962年教授。1984年に定年後、大阪工業大学工学部土木工学科教授。1987年から1994年まで大阪工業大学第8代学長を務めた。1994年大阪工業大学名誉教授、勲二等旭日重光章受章。
大阪大学・大阪工業大学工学部で、40年以上の長きに渡り地盤工学・トンネル工学の第一人者として研究に従事。大阪大学では、構築工学科の創設期より関わり、土木工学の育成に大きく貢献した。また、大阪工業大学では、同大学構造実験センター（現：八幡工学実験場）初代所長も務め、土木工学の産学連携に大きく貢献した。